# 월간원예사
월간원예는 원예에 관한 내용을 바탕으로 잡지 및 신문을 발간하는 회사이다. ‘농업정보신문', '월간 원예’를 1983년부터 발간하였으며, 주요 내용은 농정, 시설원예, 과수, 채소, 화훼, 특용작물, 친환경농업, 취미원예, 공기정화식물 기르기, 실내원예 등이다. 